# كاميلا مارتن
كاميلا مارتن (بالدنماركية: Camilla Martin)‏ هي لاعبة كرة الريشة ومقدمة تلفزيونية دنماركية، ولدت في 23 مارس 1974 في آرهوس في الدنمارك.

## وصلات خارجية
- كاميلا مارتن على موقع BWF.tournamentsoftware.com (الإنجليزية)
- كاميلا مارتن على موقع BWFbadminton.com (الإنجليزية)
- كاميلا مارتن على موقع اللجنة الأولمبية الدولية (الإنجليزية)
- كاميلا مارتن على موقع أوليمبيديا (الإنجليزية)
- كاميلا مارتن على موقع IMDb (الإنجليزية)